# Mahmoud Hafiz Ibrahim
Mahmoud Hafiz Ibrahim (* 7. Juni 1993) ist ein saudischer Leichtathlet, der sich auf den Sprint spezialisiert hat.

## Sportliche Laufbahn
Erste internationale Erfahrungen sammelte Mahmoud Hafiz Ibrahim im Jahr 2009, als er bei den Jugendweltmeisterschaften in Brixen mit 11,23 s in der ersten Runde im 100-Meter-Lauf ausschied und mit der saudischen Sprintstaffel (1000 Meter) mit 1:56,71 min den Finaleinzug verpasste. Anschließend gewann er bei den Arabischen Juniorenmeisterschaften in Aleppo in 22,18 s die Bronzemedaille im 200-Meter-Lauf und bei den Jugend Asienspielen in Singapur wurde er mit der 4-mal-200-Meter-Staffel disqualifiziert. Im Jahr darauf kam er bei den Juniorenweltmeisterschaften im kanadischen Moncton mit der 4-mal-100-Meter-Staffel im Vorlauf nicht ins Ziel und 2011 belegte er bei den Panarabischen Spielen in Doha in 21,92 s den fünften Platz über 200 Meter und siegte mit der Staffel in 39,67 s. Nach einer knapp zehnjährigen Wettkampfunterbrechung belegte er 2021 bei den Arabischen Meisterschaften in Radès in 10,62 s den siebten Platz über 100 Meter und siegte mit der Staffel in 39,69 s. 2023 gelangte er bei den Westasienmeisterschaften in Doha mit 21,40 s auf Rang sechs über 200 Meter und anschließend wurde er mit der Staffel in 39,12 s Vierter bei den Asienmeisterschaften in Bangkok. Im Oktober verpasste er bei den Asienspielen in Hangzhou mit 40,34 s den Finaleinzug mit der Staffel.
2011 wurde Ibrahim saudischer Meister im 200-Meter-Lauf.

## Persönliche Bestzeiten
- 100 Meter: 10,31 s (+2,0 m/s), 8. April 2021 in Ta'if
- 200 Meter: 20,61 s (+1,9 m/s), 7. November 2022 in Riad